# Frédéric Couzier
Pas d'image ? Cliquez ici

a Compétitions nationales et continentales officielles uniquement.

Dernière mise à jour le 5 novembre 2024.
Frédéric Couzier, né le 16 janvier 1983 à Auch, est un joueur français de rugby à XV. Il joue au psotes de demi d'ouverture, centre, ou d'arrière

## Carrière

### En sélection nationale
- International universitaire : participation au championnat du monde universitaire 2006 de rugby à 7 en Italie.

## Palmarès

### En club
- Championnat de France de Pro D2 :
  - Champion (2) : 2004 et 2007

### En sélection nationale
- Champion du monde universitaire 2006 de rugby à 7.